# Kontuar (organy piszczałkowe)
Kontuar - wolnostojący stół gry przy organach piszczałkowych. Służy do gry na organach. W niektórych przypadkach (w instrumentach z trakturą elektromagnetyczną lub elektropneumatyczną) może być wykonany w wersji ruchomej.